# Дронго гірський
Дронго гірський (Dicrurus montanus) — вид горобцеподібних птахів родини дронгових (Dicruridae).

## Поширення
Ендемік Індонезії. Поширений на Сулавесі і Тогіанських островах. Мешкає у тропічних та субтропічних вологих гірських лісах на висоті від 550 до 1800 м.

## Опис
Птах завдовжки 25 см, вагою 38 г. Це птах з міцною і стрункою зовнішністю, великою округлою головою, конусоподібним і міцним дзьобом, короткими ногами, довгими крилами і довгим хвостом з роздвоєним кінцем. Оперення глянцево-чорне з фіолетовим відтінком. Дзьоб і ноги чорнуватого кольору, очі темно-карі.

## Спосіб життя
Трапляється парами або поодинці. Харчується комахами, їх личинками та іншими безхребетними, які знаходяться на землі, в польоті або серед гілок та листя дерев та кущів. Також поїдає дрібних хребетних, зерно, ягоди, нектар.